# Distintivo Comemorativo de Pessoal Navegante
O Distintivo Comemorativo de Pessoal Navegante (em alemão:  Flieger-Erinnerungsabzeichen) foi um distintivo militar da Alemanha Nazi atribuído a militares no activo e na reserva. Os militares da Luftwaffe qualificavam-se para este distintivo se tivessem prestado serviço numa tripulação aérea durante quatro anos na Primeira Guerra Mundial ou que já tivessem cumprido 15 anos de serviço aéreo. Contudo, um militar podia também receber este distintivo se fosse impedido de voar permanentemente devido a ferimentos em acidente ou em combate. Caso o militar fosse morto em combate, o distintivo era entregue aos seus familiares. Criado em 1936, foi atribuído pela última vez antes de Setembro de 1939. É considerado um dos distintivos mais raros da Luftwaffe e da Alemanha Nazi.

## Destinatários
- Friedrich Philipp Eduard Flick
- Johannes-Matthias Hönscheid